# Södra Rosjön
Södra Rosjön är en sjö i Köpings kommun i Västmanland och ingår i Norrströms huvudavrinningsområde.